# Kościół św. Mikołaja i św. Małgorzaty w Wysokiej
Kościół św. Mikołaja i św. Małgorzaty – rzymskokatolicki kościół parafialny, położony we wsi Wysoka (gmina Olesno). Świątynia należy do parafii św. Mikołaja i św. Małgorzaty w Wysokiej w dekanacie Olesno, diecezji opolskiej.

## Historia kościoła
Udokumentowana wzmianka o kościele parafialnym w Wysokiej datowana jest na początek XIV wieku. Drewniany kościółek dotrwał do 1418 roku, kiedy to w jego miejsce wybudowano nową, również drewnianą świątynię.

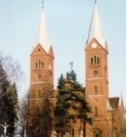
Widok z frontu

Taki stan rzeczy istniał do XIX wieku, wtedy to bowiem stary, drewniany kościół okazał się za mały dla rozrastającej się parafii. W 1894 roku ksiądz Wiktor Ganczarski zaczął zbierać fundusze na budowę nowego kościoła. Kolejny proboszcz ks. Franciszek Kunze w 1900 roku zamówił nawet projekt nowej świątyni u architekta Skaletza w Kluczborku. Miał być to kościół wybudowany w stylu neogotyckim. Projekt ten nie został jednak zaakceptowany przez wrocławską kurię diecezjalną. Kuria zaaprobowała dopiero kolejny projekt wykonany przez architekta Josepha Ebersa z Wrocławia w stylu neoromańskim. 12 lipca 1906 roku rozpoczęto budowę nowego kościoła. 15 grudnia 1907 roku odbyła się benedykacja (poświęcenie) nowego Domu Bożego, której dokonał ksiądz dziekan Kolanus z Bodzanowic, a dopiero 8 lipca 1913 roku konsekracji nowego kościoła dokonał ks. biskup Karol Augustyn, sufragan wrocławski.
W lipcu 1942 r. zarekwirowano na cele wojenne cztery dzwony, wykonane w 1933 roku, w odlewni Franz Schilling Söhne. Na obu wieżach wiszą obecnie nowe cztery dzwony, odlane w Odlewni Dzwonów Wacława i Tadeusza Felczyńskich w Taciszowie, które wypełniły pustkę po starym zestawie. Ważą ok. 150, 350, 700 i 1000 kg. Noszą imiona św. Piotra - Pawła - Jana, Najświętszego Serca Jezusa, św. Rocha, św. Małgorzaty i św. Mikołaja. Oprócz tego na terenie parafii pozostał dzwon z połowy XVIII wieku, odlany przez Johanna Christopha Nergera w Oleśnie.